# Dorvalino Locks
Dorvalino Locks (Braço do Norte, 18 de janeiro de 1915 — Braço do Norte, 25 de outubro de 1992) foi um político brasileiro.

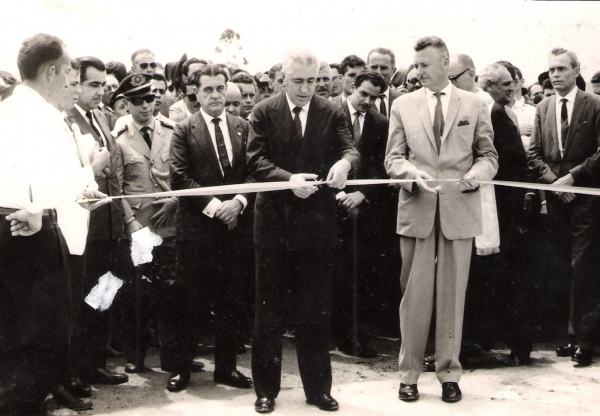
Inauguração da ponte rodoviária sobre o rio Braço do Norte, ligando os municípios de Braço do Norte e Grão-Pará (antiga rodovia SC-439), em 1963. São identificados em primeiro plano o então governador de Santa Catarina Celso Ramos (esquerda, cortando a fita inaugural), tendo a seu lado o então prefeito de Braço do Norte Dorvalino Locks, e parcialmente encoberto por este o pe. Valentin Oenning, com Lauro Locks na extremidade direita da fotografia. Oswaldo Westphal é o retratado de maior estatura entre o governador e o prefeito.

## Vida
Filho de Bernardo Francisco Locks e Ana Scharf Locks, irmão de Lauro Locks. Em 1934 casou com Deoclécia da Silva Locks.

## Carreira
Foi coletor estadual, de 1935 a 1949. De 1949 a 1962 foi escrivão de paz.
Foi prefeito municipal de Braço do Norte, de 5 de agosto de 1961 a 31 de janeiro de 1965.
Foi sepultado no Cemitério Municipal de Braço do Norte.